# 榛田安芸
榛田 安芸（はるた あき、1975年1月3日 - ）は、日本の女性声優。広島県出身。

## 人物
中学3年時に神奈川県に移住。高校中退後、劇団所属、映像テクノアカデミア研修クラス2期生、九プロダクション、ぷろだくしょん★A組を経て、2005年7月1日からフリー。槇大輔が代表を務める「語座」の座員でもあった。
旧名は秋葉 秋（あきは あき）、秋葉 好美（あきは このみ）。フリーになると同時に現在の芸名に改名。安芸は本名。最初の芸名の名付け親は九プロダクションの社長。特技は歌、ダンス、エレキベース、CGイラスト。主に外画の吹き替えで活動し、演じる役は少年役が多い。

## 出演
太字はメインキャラクター。

### テレビアニメ
2000年
- 犬夜叉（蹴鞠の人々、公家の女）

2003年
- キノの旅 -the Beautiful World-（移動板、OL）
- D・N・ANGEL（女生徒）
- 人間交差点（母1、子供2）

2004年
- サムライチャンプルー（村人）
- 妄想代理人（女子高生、仲居、アナウンス）

### OVA
- 不純異性交遊（2002年、女生徒A、女生徒C）

### ゲーム
- ダーククラウド（2000年、シャオ、雪の女王）
- ダーククロニクル（2002年、ギルトーニ〈幼少時〉）

### 吹き替え
- あなたのために（アメリカス）※機内用
- オペレーション・ノア
- 合衆国壊滅/M10.5（アマンダ・ウィリアムズ（ケイリー・クオコ））
- キング・フォー・バーニング（ハンナ、情婦）
- グランド・ホテル
- ザ・プラクティス ボストン弁護士ファイル（アンドレア）
- 山河遥かなり（カレル・マリク）※パブリックドメインDVD版
- シンデレラ・ストーリー（シェルビー・カミングズ）
- スターゲイト SG-1（キーニン、ナース）
- 市民ケーン（少年時代のケーン）※パブリックドメインDVD版
- スパイダー/コレクター2（トマス・ダン）
- スプリング 死の泉
- スペースミッション（エド）
- タブー（ティファニー）
- チャーリーと14人のキッズ（ディラン）
- 椿姫（オランプ）※パブリックドメインDVD版
- デイ・アフター・トゥモロー※テレビ版
- デリバリング・マイロ※機内用
- トリコロール/白の愛（ジャッド）
- ナイトヒート/夜の大捜査網
- バイオ・テロ（ウェンディ、ブレンダ）
- ハイテク武装車新バイパー（シンシア）
- バタフライ・エフェクト
- バビロン5（ジョニー、ルック）
- パワーレンジャーシリーズ
  - パワーレンジャー・ターボ（少年）
  - パワーレンジャー・イン・スペース（サイコピンク、少年）
  - パワーレンジャー・ロスト・ギャラクシー（サイコピンク）
- ハートビート 小さな町に大事件（カトゥヤ、女2）
- フォーガットン
- ホミサイド殺人捜査科
- マルコム in the Middle（フランシス・ウィルカーソン（5歳、7歳）、リース・ウィルカーソン（8歳、赤ん坊）、ローラ、ロニー、アナウンス、他）
- ミッシング（ルイーズ）
- ミルドレッドの魔女学校（ハリエット）
- 我が心のオルガン（ホンヨンの弟）
- わが谷は緑なりき（ヒュー（少年）（ロディ・マクドウォール））※パブリックドメインDVD版
- わたしのすきなおんがくいえ　どうぶつ（ケヴィチャ）
- 私はケイトリン

### 吹き替え（アニメ）
2003年
- ハムナプトラ（ジン・ウー、ヤニット）

2004年
- ぞうのババール・ザ・ムービー（ババール（少年））

2005年
- マシューせんせい 〜ゆかいなヒルトップ病院〜（ルビィ、ティファニー、キャスパー、ピーター）

2007年
- アンデルセン・ストーリーズ（スズメ）

2008年
- ルビー・グルーム（ウサちゃん）

### ラジオ
- 企画会議（OP・EDナレーション）
- スリムドカンCM

### テレビドラマ
- やまとなでしこ（プリクラナビゲーションボイス）

### その他
- おもちゃ大陸プトラパトラ（ポット君）
- からだ元気科（奥さん）※顔出し
- 語座公演
- ブーバ先生むしむし大百科（ジャンコ、蜂）
- 冒険アスファル島（ポット君、トラックの姉さん）
- メモワール（OPナレーション）
- 遊!遊!釣倶楽部 豪快釣道（リポーター）※顔出し